# Fridtjof Nansenmuseet
Fridtjof Nansenmuseet (armeniska: Ֆրիտյոֆ Նանսենի թանգարան) är ett armeniskt personmuseum i Jerevan, som är tillägnat Fridtjof Nansens liv och insatser. 
Fridtjof Nansen hjälpte i samband med armeniska folkmordet från april 1915 överlevare att komma till andra länder.
Museet är sammanbyggt med Mariakyrkan i Nansenparken. Det visar böcker, filmer, affischer och skulpturer. Det ritades av Albert Sokhikyan (1947–2017).
En del av museet behandlar Karlen (1933–2014) och Sarah Yesayans liv och verksamhet som patrioter.

## Bildgalleri

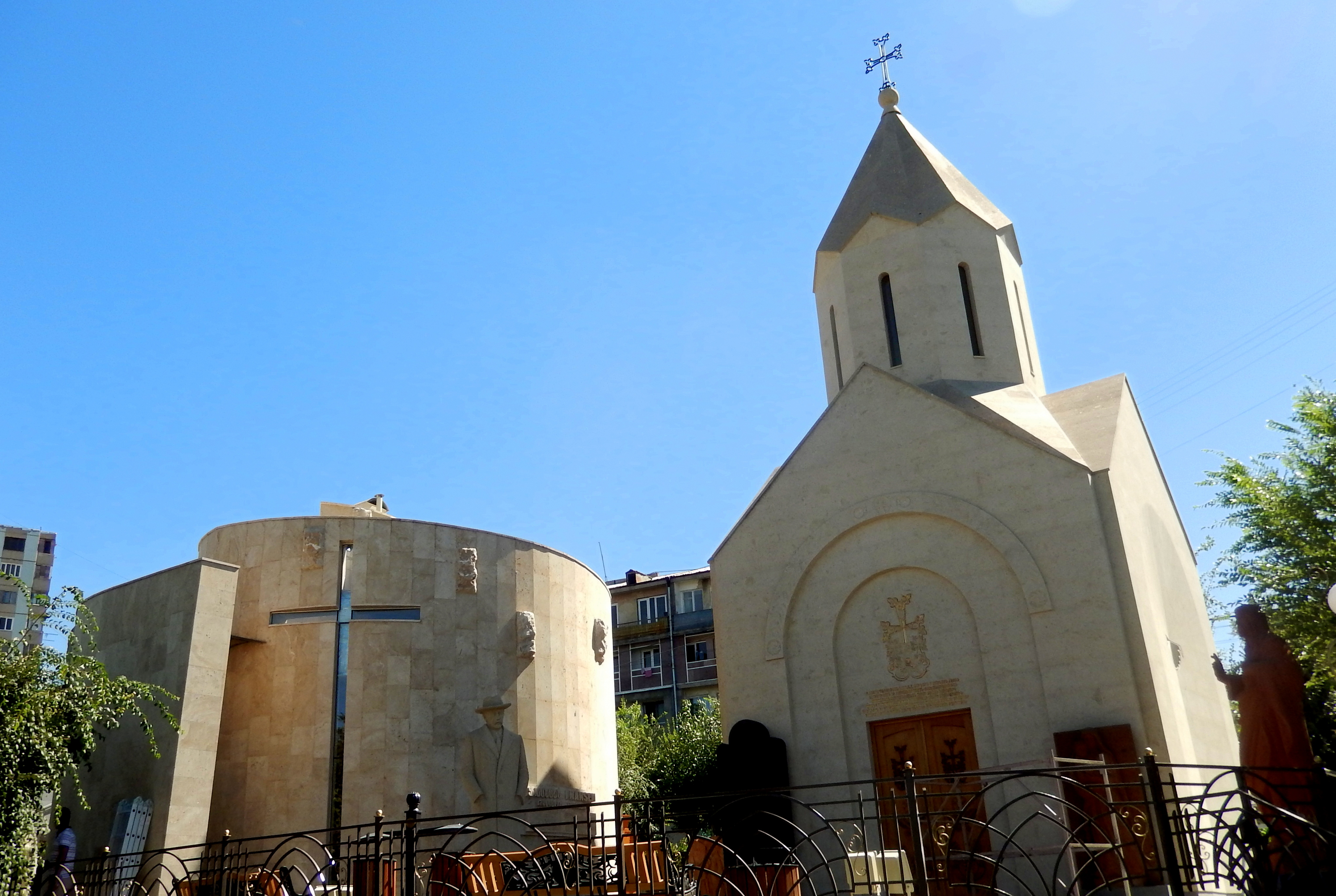
Mariakyrkan och museet
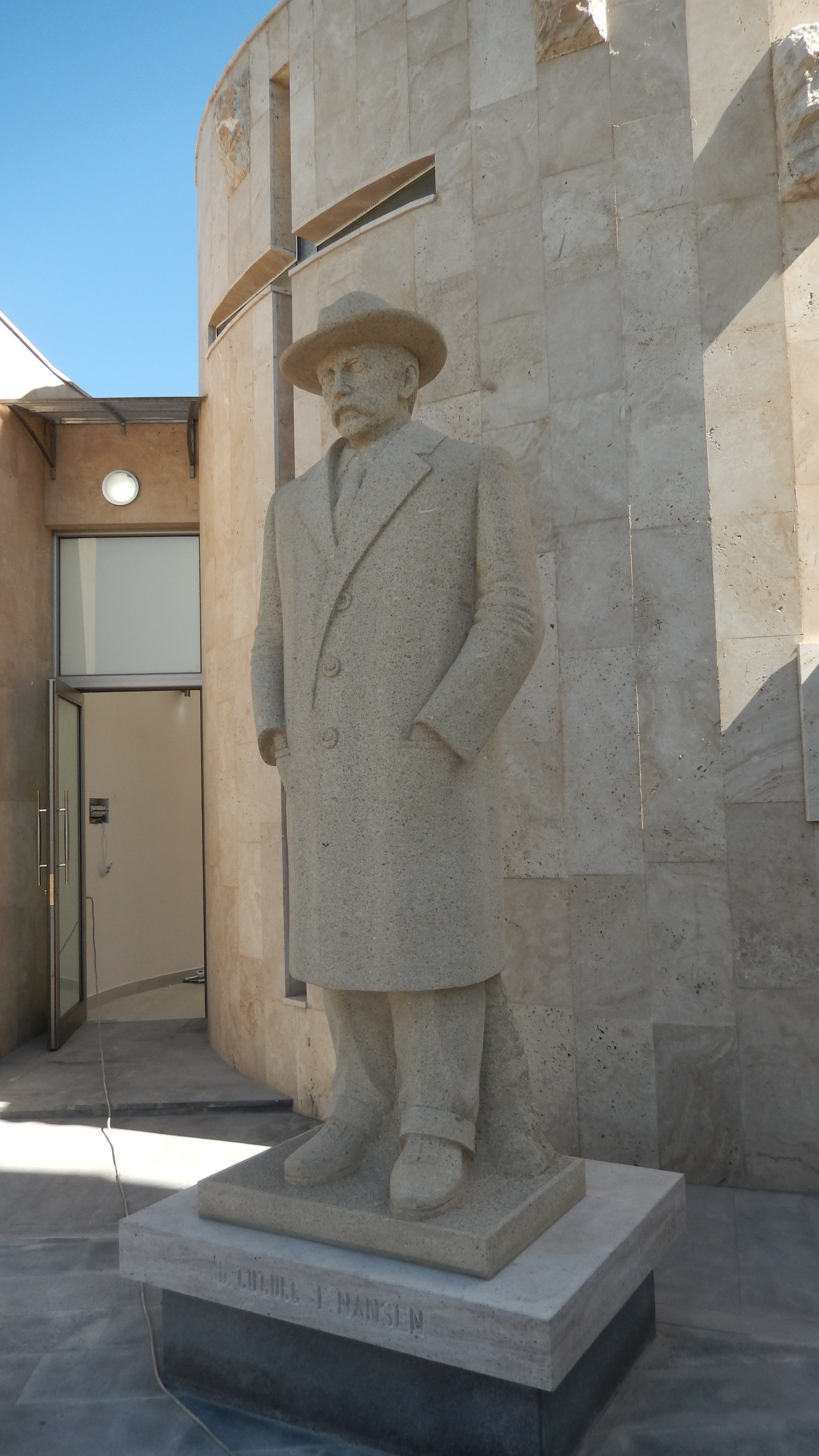
Staty över Fridtjof Nansen
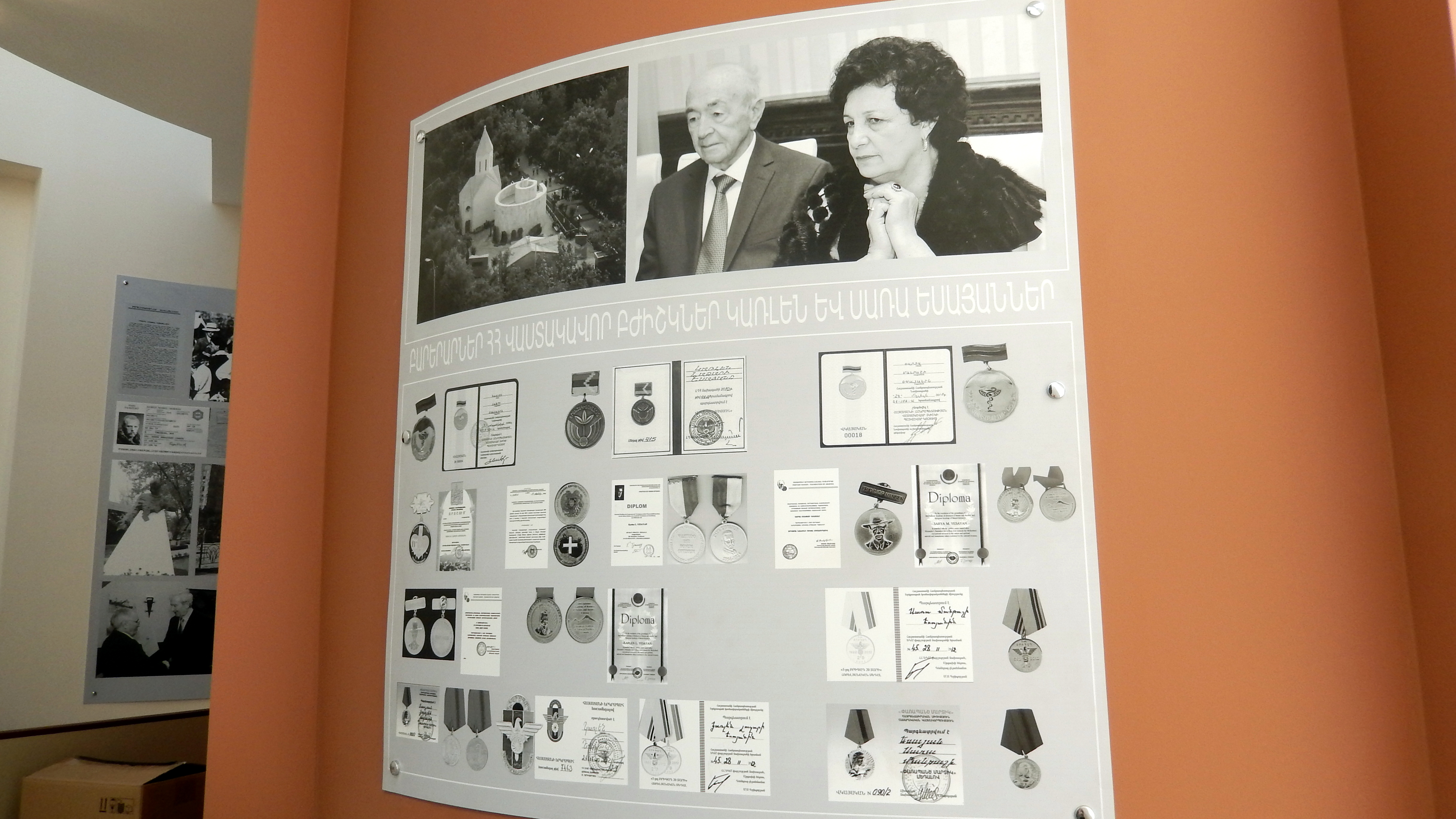
Interiör
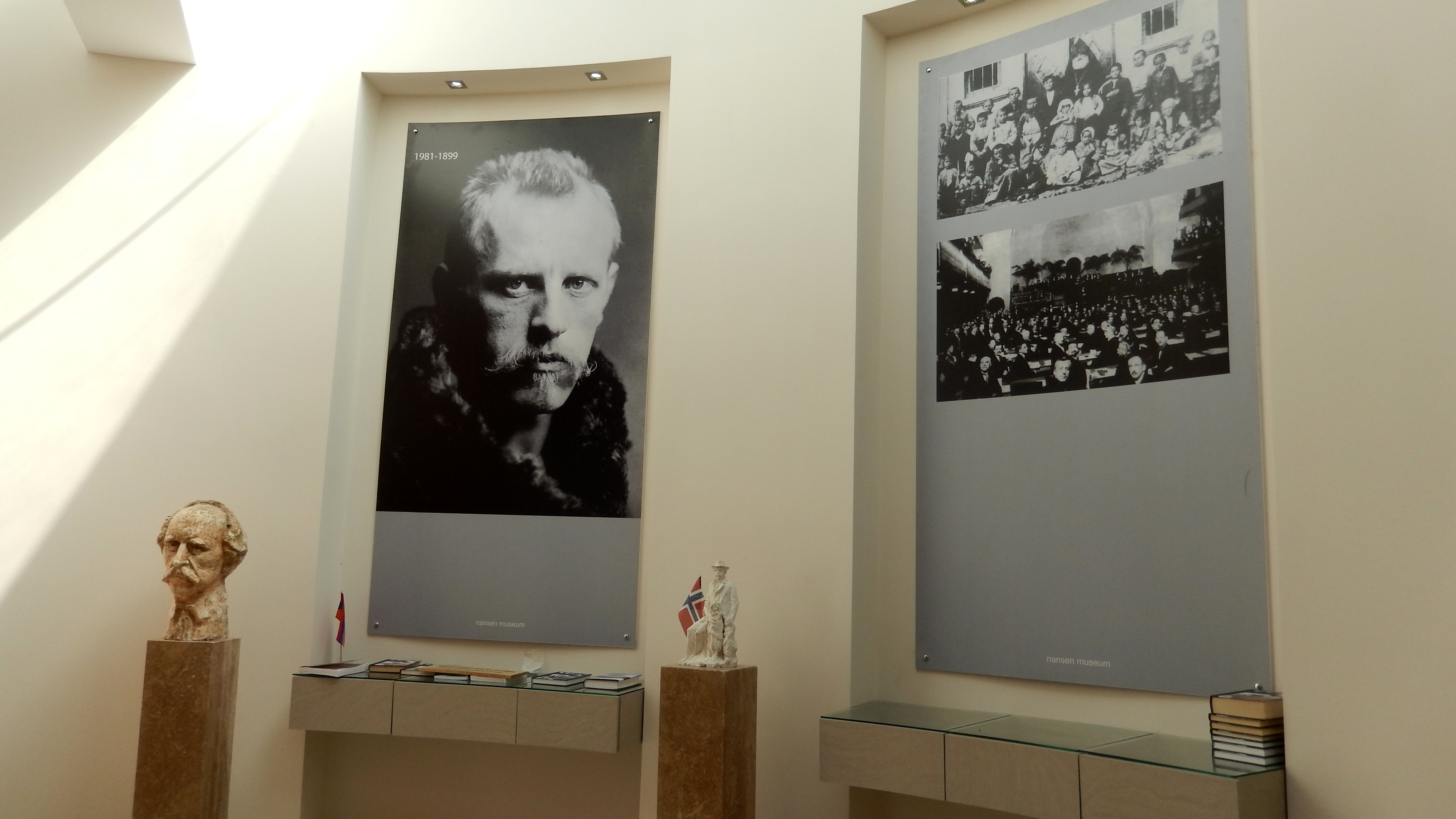
Utställning
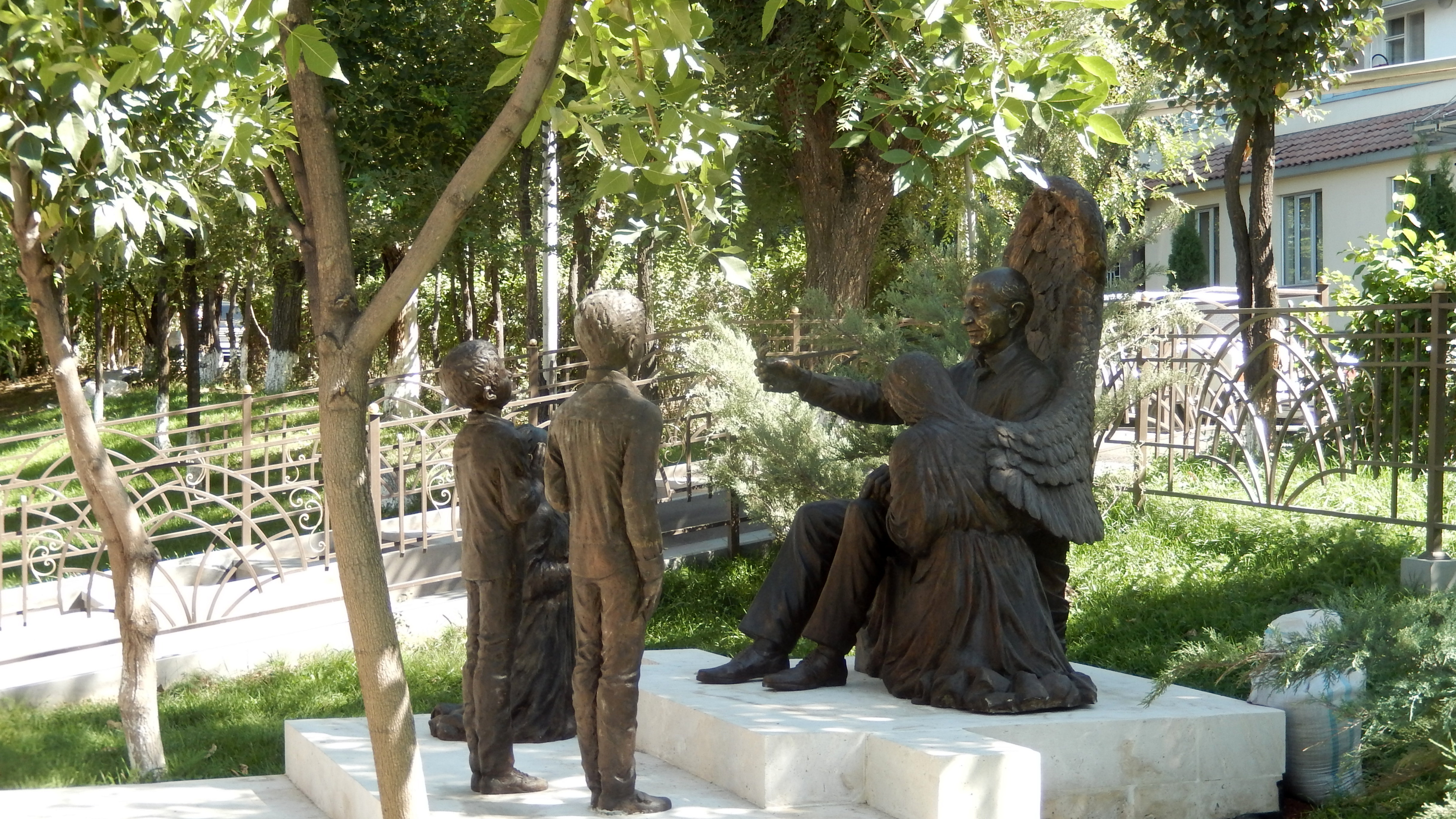
Minnesmärke över Karlos Yesayan i Nansenparken